# A Night Out with Boy George: A DJ Mix
A Night Out with Boy George: A DJ Mix è una DJ compilation, mixata dall'artista britannico Boy George e pubblicata dall'etichetta Moonshine Music, nel 2002.

## Il disco
A differenza delle precedenti compilation realizzate da uno dei DJ più indipendenti del momento, il primo mix di Boy George per la Moonshine prende decisamente le distanze dalle canzoni più famose, in favore di tracce meno note, scelte personalmente, tra cui l'autobiografica ballata Julian, trasformata in una riuscita traccia house, e brani che non càpita di sentire in una discoteca qualsiasi, come, per esempio, il pezzo di chiusura, "The Dealer". In generale, non si tratta esattamente della classica compilation, come ammette lo stesso Boy George nelle note sul libretto, dichiarandosi orgoglioso di un mix che potrebbe essere considerato da molti come uno snobismo musicale. Per quanto possa sorprendere la grande libertà concessa al cantante neo-DJ dall'etichetta nordamericana leader del mercato dance, la Moonshine sembra aver fatto la scelta giusta: le 18 tracce compongono infatti uno dei mix meglio riusciti di Boy George, nonostante la mancanza dei brani popolari che costituivano le sue precedenti compilation per la Ministry of Sound - o forse proprio per questo motivo.
A prescindere da tutto ciò, Boy George inserisce, per lo più, tracce che rientrano nel genere cosiddetto progressive house, molte delle quali cantate. Invece di lasciar girare i pezzi per più di cinque minuti, il DJ continua a cambiare canzone con una rapidità che non impedisce a questi remix di scorrere in un flusso ininterrotto e senza intoppi, nonostante nessuna traccia duri poco più di 4 minuti (con un'unica eccezione, verso il finale, nel penultimo brano, che sconfina oltre i 7 minuti). L'album inizia sotto i migliori auspici, raggiungendo l'apice quando il remix di Saeed & Palash di "U Need It" di Peter Bailey s'innesta su "Yess" di Christian Smith & John Selway. Indubbiamente, si tratta di due coppie di produttori il cui successo è garantito, due dei migliori che la progressive house poteva offrire nel 2002, e certamente i due nomi più conosciuti sulla compilation, ma, nonostante ciò, si tratta di sette minuti molto intensi, che pongono le basi per il sound del resto del set. Il gran finale, il «6AM Mix» di "Stolen The Sun", che dura più di 7 minuti e che costituisce, in realtà, la penultima traccia, prima del vero pezzo di chiusura, la citata "The Dealer", sposta l'atmosfera nella trance più oscura, come a sottolineare un conclusivo senso di beatitudine. L'esperimento funziona alla perfezione, perché Boy George si tiene ben lontano dalla trance per gran parte del disco, composto invece quasi completamente da brani progressive house. Questa DJ compilation, con i cambi di traccia al momento giusto e la tensione continua della tracklisting, dimostra la continua evoluzione di Boy George in qualità di DJ: da ex novellino a professionista di talento.

## Tracce
1. "Everlasting Life" (Carter) - Jon Carter - 4:13
2. "Auto-Erotic" (Diggens/O'Dowd/Frost) «Mashup Vocal Remix» - Dark Globe & Boy George - 4:15
3. "Silence" (Roland/Allen) - Dark & Lovely - 3:46
4. "Julian" (O'Dowd/Frost) «Kinky Roland's 'Art As Revenge' Mix» - The Gay & Lesbian Disco Association - 2:55
5. "I Need Ya" (Marriott) - Dino Fingers Ramirez - 4:14
6. "Yess" (Selway/Smith) - Christian Smith & John Selway - 3:39
7. "U Need It" (Bailey) «Saeed & Palash 'Groove-Locked' Mix» - Peter Bailey - 2:55
8. "Dizzy" (Deva, Schiessl, Chatterley) - Yum Yum vs Deva - 3:41
9. "Come with Me" (Tasty Tim/Michael) «Dark Mix» - T-Total - 4:39
10. "Sound of the Floor" (Snell/Lucas/Swain) «Superchumbo's Leadhead Dub» - Menace - 3:02
11. "Freedom Is..." (Felli/Greppi) «Mad Drivers Mix» -  Stefano Greppi - 3:53
12. "Big Groovy Fucker" (Gardner/Rous) - Plump DJs - 3:25
13. "Give Me a Sign" (Index) «Toulouse Le Plot Mix» - Treatment - 3:39
14. "Smile to Shine" (Baz/Bugiolacchi) «Problem Kids Vocal Mix» - Baz - 4:16
15. "If You Fall (Ad Finem)" «M.A.S. Collective Noosa Mix» - Ad Finem - 4:15
16. "Remember Garnett" (Eberz/Paine) - Solomonic Sound - 4:52
17. "Stolen the Sun" (Brown/Freeman/Norris/Chatterley) «6AM Mix» - 6AM - 7:26
18. "The Dealer" (Drummond/Marks Brothers) - Dealer - 4:28

## Credits
- Boy George: produzione, DJ, mix
- Guy Sigsworth, David Snell, John Selway, Kevin Swain, Kinky Roland, Tasty Tim, Peter Bailey, Kevan Frost, Lee Rous, Treatment, Ad Finem, Katy Allen, Robert Michael: produzione
- Antonia Lucas: voce, produzione
- Jon Carter, Dean Marriott: produzione, missaggio
- Mas Collective, Problem Kids, Tom Stephan: produzione, remixing
- Cheeky Paul: tecnico del suono
- Jeff Aguila: design
- Andre Csillag: fotografia
- Palash, Saeed: remixing

## Dettagli pubblicazione
| Paese | Data | Etichetta       | Formato | N° Catalogo |
| UK    | 2002 | Moonshine Music | CD      | I350252     |